# Kanonenjagdpanzer
Kanonenjagdpanzer 4 – 5 (известен още като Jagdpanzer Kanone 90 mm) е германско самоходно противотанково оръдие използвано по време на Студената война. Екипирано е с 90 mm противотанково оръдие, останали от остарелите танкове М47 Патън. Дизайнът му е много близък до този на Jagdpanzer IV.

## Оборудване
Използва картечница 7.62 мм MG3

## Техн. характеристики
- Дължина – 8.75 м
- Тегло – 25,7 т
- Максимална скорост – 70 км/ч
- Двигател – MB837 осем цилиндров от Daimler-Benz
- Мощност на двигателя – 500 конски сили